# 대폭격
《대폭격》(중국어: 大轰炸)은 2018년 공개된 중국의 액션, 드라마, 전쟁 영화이다.

## 출연
주연
- 송승헌 - 민선 역
- 브루스 윌리스 - 잭 역
- 에이드리언 브로디 - 스티브 역
- 류예
- 판빙빙
- 사정봉
- 시부야 텐마

조연
- 황성이
- 천웨이팅
- 정윤

## 같이 보기
- 플라잉 타이거스